# Prosomphax deuterurga
Prosomphax deuterurga là một loài bướm đêm trong họ Geometridae.